# Central City (Arkansas)
Central City – miasto w Stanach Zjednoczonych, w stanie Arkansas, w hrabstwie Sebastian.